# Umaru Yar’Adua

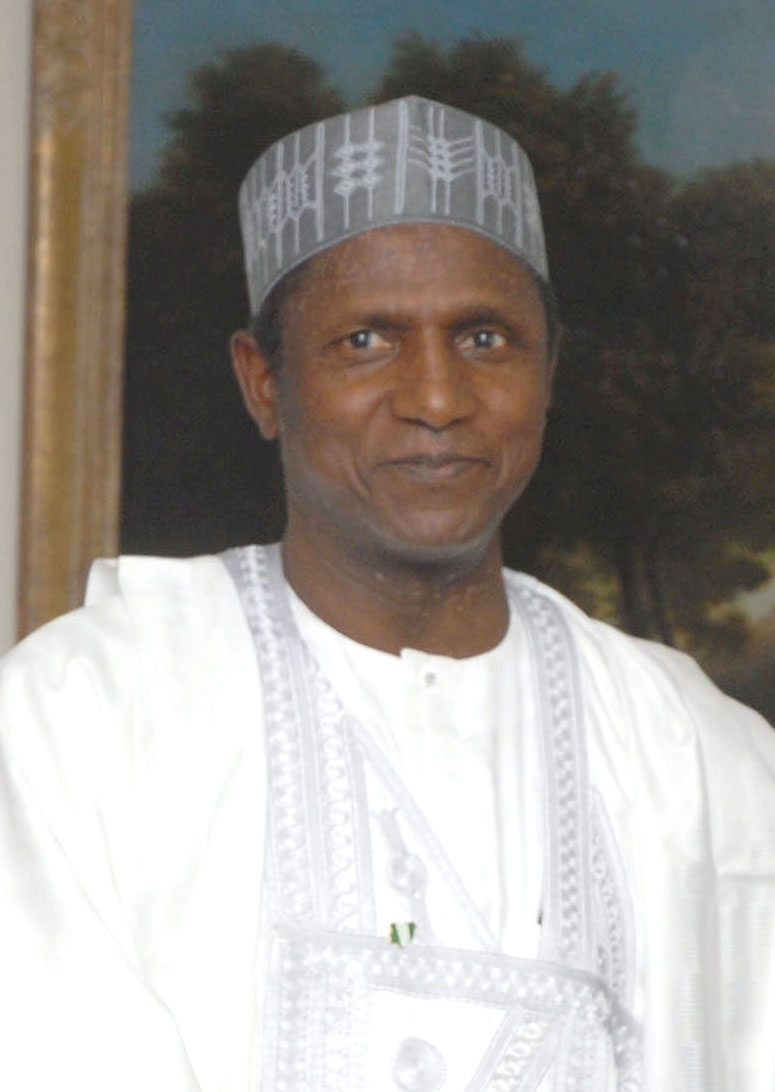
Umaru Yar’Adua

Alhaji Umaru Musa Yar’Adua, född 16 augusti 1951 i Katsina, död 5 maj 2010 i Abuja, var Nigerias andre demokratiskt valde president. Han tillhörde People's Democratic Party (PDP) och var president från 29 maj 2007 fram till sin död.
Han hade tidigare varit guvernör i delstaten Katsina (29 maj 1999 – 2007).

## Biografi
Yar'Adua var muslim och kom från den nordliga delstaten Katsina. Han var son till den förre ministern Alhaji Musa Yar'Adua, och studerade kemi på Ahmadu Bello University mellan 1972 och 1975.
Han ställde 1991 upp i guvernörsvalet i Katsina, men föll mot National Republican Conventions kandidat Saidu Barda. Han ställde upp igen 1999 och vann, och omvaldes 2003. Som guvernör beskylldes han för nepotism, men som en av få nigerianska politiker anklagades han inte för korruption.
I december 2006 utsågs han, trots att han var tämligen okänd utanför hemdelstaten, till PDP:s presidentkandidat, mycket tack vare den sittande presidenten Olusegun Obasanjos stöd.
Den 21 april 2007 valdes Yar'Adua till president med 70 procent av rösterna i ett val som av utländska observatörer inte bedömdes som rättvist. Yar'Adua själv anses dock inte ha haft något med detta att göra. Han svors in som landets president den 29 maj 2007.
Yar'Adua, som var den förste muslimske presidenten i Nigeria, gick till val på att skapa lag och ordning i landet, men hans kamp mot korruptionen ledde inte någon vart. Inte heller hade han någon större framgång i att stävja det religiöst motiverade våldet mellan det kristna syd och det muslimska norr.
Presidenten fick akuta hjärtbesvär under hösten 2009 och var borta från politiken de sista sju månaderna av sitt liv. Den 23 november 2009 flögs han till en klinik i Jidda i Saudiarabien för behandling, och stannade där i tre månader. Den 9 februari 2010 utsågs hans vicepresident, Goodluck Jonathan, till tillförordnad president.

## Privatliv
Yar'Adua hade nio barn med två fruar; fem döttrar och två söner med sin första fru Turai, som han gifte sig med 1975, och två söner med Hajiya Hauwa, som han gifte sig med 1992 och skildes från 1997, innan han ställde upp i guvernörsvalet.
Hans äldre bror Shehu Musa Yar'Adua var viceledare när Olusegun Obasanjo ledde Nigerias militärregim på 1970-talet.